# Brumov-Bylnice
Brumov-Bylnice (in tedesco Brumow-Bilnitz) è una città della Repubblica Ceca facente parte del distretto di Zlín, nella regione di Zlín.